# Comunidad nativa de Cuninico
La comunidad nativa de Cuninico es una comunidad nativa kukama kukamiria ubicada en el distrito de Urarinas de la provincia de Loreto en el departamento de Loreto, Perú. Fue reconocida por el estado peruano como comunidad nativa el 19 de octubre de enero de 2009 mediante la resolución de reconocimiento R.D. 402-2009-GRL-DRA-L.
Al ser un pueblo indígena kukama, su lengua indígena es el cocama-cocamilla de la familia lingüística tupí-guaraní. Según la Base de datos de Pueblos Indígenas u Originarios (BDPI) al 2023, su población actual es de 324 habitantes, siendo el 46.6 % de su población mujeres, mientras que el 53.4 % corresponde a población masculina. 
La comunidad nativa cuenta con un centro educativo de primaria y secundaria y cerca del 90 % de las familias no tiene acceso a la electricidad. Sus principales fuentes de abastecimiento de agua son el río Marañón, la quebrada de Cuninico y el agua de lluvia. No cuenta con redes de saneamiento.

## Organización comunal
Los cargos principales son ocupados por el líder comunal o apu, el teniente gobernador, el agente municipal y el fiscal comunal. Otros cargos en la comunidad son el vicepresidente, el secretario, el tesorero y el vocal. Además, coexisten diversas agrupaciones y personas, tales como: la Asociación de Padres de Familia (APAFA), el Comité del Programa Vaso de Leche, comedores populares, los lobos (grupo de manejo de recursos naturales), el promotor de salud y agrupaciones religiosas.

## Actividad económica y división del trabajo
La actividad económica principal es la pesca, seguido por la agricultura, venta de mano de obra en trabajos ocasionales y la caza. La fuente principal de abastecimiento de pescado es la quebrada de Cuninico. Los hombres suelen encargarse de las actividades como la pesca y comercio de sus productos, la agricultura y la venta de mano de obra en trabajos temporales dentro y fuera de la comunidad, Mientras que las mujeres se ocupan principalmente del cultivo en las chacras, venta de comida dentro de la comunidad y mantenimiento del hogar y cuidado de los hijos.

## Afectaciones ambientales
En 1971 se iniciaron operaciones en el Lote 192 (denominado anteriormente Lote 1AB). Este lote abarcaba 480 000 ha y cubría territorios de los pueblos indígenas que habitaban las cuencas de los ríos Pastaza, Corrientes, Tigre, Chambira y Marañón, entre ellas la comunidad nativa Cuninico. Las evaluaciones de calidad de los ríos realizados desde los años 80 por entidades públicas han informado sobre el aumento del pH, presencia de aceites, metales pesados, grasas, cloruro en estas cuencas.
En 2006 el Minsa corrobora la presencia de hidrocarburos en el área de influencia de Pluspetrol. En 2009, OSINERGMIN afirmaba que las aguas de los ríos se contaminaban con petróleo y derivados por vertimientos de las aguas de producción en las fuentes de agua. En 2012, OSINERGMIN hace una visita a Pluspetrol y corrobora diversos impactos ambientales, como tuberías enterradas con el extremo abierto. 
En 2016, el Centro Nacional de Salud Ocupacional y Protección del Ambiente para la Salud (CENSOPAS) realizó un análisis en sangre de la población de las cuencas de los ríos Pastaza, Tigre, Corrientes y Marañón. La Defensoría del Pueblo señaló que los resultados eran alarmantes, pues se identificó la presencia de arsénico y mercurio por encima de los niveles permitidos en aprox. el 30 % de la población, así como de bario, plomo y cadmio en aprox. el 10 % de la misma.
Entre los años 2002 y 2017, en el río Marañón se produjeron 112 derrames por las roturas del Oleoducto Norperuano. En el 2017, el Congreso de la República emitió un informe indicando que entre 2014 y 2016, la cantidad de petróleo equivalente a más de 25 000 barriles se derramaron en el área por donde pasa el oleoducto. Concluyendo que la causa de esta situación se atribuye directamente a la negligencia de Petroperú.

### Derrame de petróleo de 2014
El 30 de junio de 2014 se derramó el equivalente a 2358 barriles (99.036 galones) de petróleo en el kilómetro 41+833 del Tramo I del Oleoducto Norperuano perteneciente a Petroperú, en la localidad de Cuninico, afectando cerca de 87 mil metros cuadrados. Petroperú no acreditó la remediación conforme a la establecido en el Plan de Acción y mediante Resolución Directoral 878-2016-OEFA/DFSAI del 24 de junio de 2016, OEFA lo sancionó con una multa de 2578.3 UIT. 
En 2018 la Corte Superior de Justicia de Loreto ordenó al MINSA y a la Dirección General de Epidemiologia establecer una estrategia de salud pública de emergencia para brindar atención médica a los afectados por el derrame ocurrido el 2014 en las comunidades de Cuninico, Nueva Esperanza, Nueva Santa Rosa y San Francisco, en el distrito de Urarinas, región Loreto.